# Ouïezd de Kem
L'ouïezd de Kem (en russe : Кемский уезд , Kemski Ujezd) était un ouïezd du gouvernement d'Arkhangelsk dans l'Empire russe.

## Présentation
L'ouïezd de Kem était situé sur le côté ouest de la mer Blanche, en étant bordé à l'ouest par le Grand-Duché de Finlande, au nord par l'ouïezd de Kola du gouvernement d'Arkhangelsk et au sud par l'ouïezd de Povenets dans le gouvernement d'Olonets.
Le centre administratif de l'ouïezd était Kem.
L'ouïezd de Kem comprenait aussi la Posad Suma, le monastère des Solovki et 22 municipalités :
- Jyskyjärvi
- Kantalahti
- Kieretti
- Kiestinki
- Kontokki
- Kouta
- Kuolisma
- Laapina
- Njuhtša
- Oulanka
- Paanajärvi
- Pistojärvi
- Ponkama
- Sorokka
- Suiku
- Suikujärvi
- Tunkua
- Uhtua
- Usmana
- Vitsataipale
- Voijärvi
- Vojatšu
- Vuokkiniemi

## Démographie
Au recensement de l'Empire russe de 1897, l'ouïezd de Kem comptait 35 392 habitants. 
Ils avaient pour langue maternelle : russe (45,0 %), carélien (54,4 %),  finnois (0,5 %).